# Alainites sacishimensis
Alainites sacishimensis is een haft uit de familie Baetidae. De wetenschappelijke naam van de soort is voor het eerst geldig gepubliceerd in 1969 door Uéno.